# Ludwig Karl Wilhelm von Gablenz

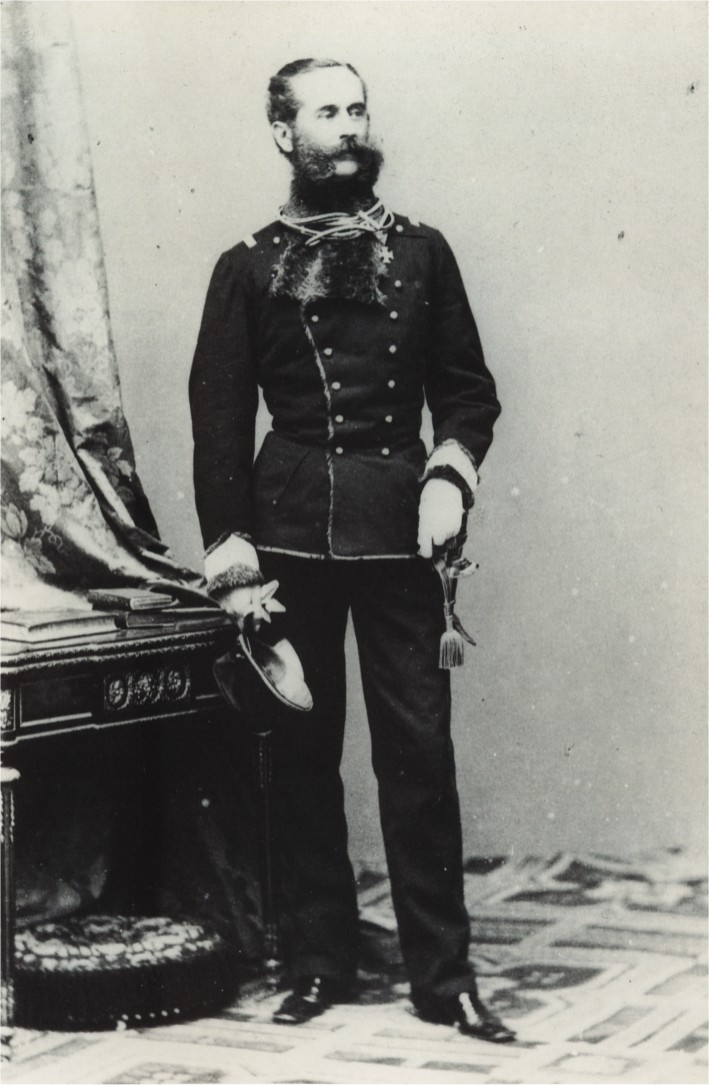
Ludwig Karl Wilhelm von Gablenz.

Ludwig Karl Wilhelm von Gablenz, född den 19 juli 1814 i Jena, död (genom självmord) den 28 januari 1874 i Zürich, var en österrikisk friherre och general. 
Gablenz blev först officer i sachsisk tjänst och ingick 1833 i österrikiska armén, deltog under 1848 års krig i Italien i en mängd drabbningar och utnämndes efter slaget vid Custoza till major. Som stabschef vid Schlicks armékår utvecklade han stor verksamhet under kriget i Ungern 1848-49.
Under de närmast följande åren användes han mest i diplomatiska värv, men deltog i 1859 års italienska fälttåg och ställdes 1864 i spetsen för den österrikiska armékår, som deltog i kriget mot Danmark. Efter fördraget i Gastein 1865 blev han ståthållare i det av Österrike förvaltade Holstein.
Han utmärkte sig där genom mildhet och tillmötesgående, men vid fredsbrottet 1866 utrymde han Holstein och trädde i spetsen för 10:e armékåren, med vilken han vann slaget vid Trautenau (27 juni), österrikarnas enda seger under hela fälttåget. 1871 tog han avsked ur krigstjänsten.